# Spanyol irodalom
A spanyol irodalom őstermékei latin nyelven vannak írva. Már a Kr. u. 1. és 2. században számos híres pogány latin író élt Spanyolországban, és a 3. századtól a 7. századig is, amikor az ország kereszténnyé lett és a vizigótok hatalmába jutott: több latin nyelvű író, költő, krónikás és tudós nevével találkozhatni. Sem ez a latin nyelvű spanyol irodalom, sem a spanyol-arab munkák nem tartoznak ide; a katalán nyelvű spanyol írókra vonatkozólag pedig lásd: katalán irodalom. A spanyol irodalmat vagy helyesebben kasztíliai irodalmat öt korszakba osztva tárgyaljuk: az első korszak a spanyol irodalom kialakulásáról szól; a második korszak, amely  V. Károly  és II. Fülöp idejére esik: a nagy lírai és heroikus művek kora; a harmadik a drámai költészet virágzásának korszaka, mely a 17. század legnagyobb részén át tart; a negyedik és az ötödik korszak az idegen irodalmak hatásának korszaka, mely a 18. és a 19. század irodalmáról szól.

## Első korszak (a 12. századtól a 15. század végéig)
A kasztíliai nyelvet, úgy látszik, már jó ideje beszélte a nép, amikor az irodalom nyelve még mindig a latin volt. Az első spanyol nyelvemléknek VII. Alfonz 1155-ről kelt okmányát tartják (Carta-puebla de Avila), melyben a király Ávila asturiai város jogait és kiváltságait megerősíti. Jelentékeny spanyol kritikusok mint Pidal márki és Aureliano Fernández-Guerra y Orbe azonban azt az okmányt apokrifnak és a 13. századból valónak mondják. Ez esetben a spanyol nyelv legrégibb emléke a Cid (Cid-ének) volna, melynek keletkezési ideje körülbelül 1140 és 1200 közé esik. A hősköltemény Spanyolország lovagkorát legélénkebben tükrözteti vissza, és a spanyol nemzeti szellem és hősiség szelleme lengi át. A románcokat nyilvános és családi ünnepek alkalmával énekelték; a zsonglőrök (juglares, jokulátorok) a vásárokon is el-elmondogatták; a műveltebb emberek azonban megvetették, úgy hogy írásba csak a 16. század közepe táján foglalták őket. Így keletkeztek a romancerók, amelyek bár a századok folyamán formájukban, nyelvükben egyaránt változtak, a 12., 13. és 14. századbeli kasztíliai irodalmat hűen visszatükröztetik. A románcok lovagerényeket zengő valóságos aranybányái a népköltésnek, amilyennel ebben a korban egyetlen nemzet sem dicsekedhetett. Voltak, bár kisebb számmal, pásztori és szerelmi románcok is, melyek némelyikén a francia és a provençal költészet hatása látszik. E románcokon kívül vannak nagyon régi vallásos költemények is, melyek legvalószínűbben a 13. század elejéről valók. Ilyen vallásos költemények: Apollonius könyve (2600 vers négy soros stanzákban; Egyiptomi Szent Mária Mi Asszonyunk élete (1400 nyolc szótagú vers) és A három szent királyok imádása (250 vers). III. Ferdinánd kasztíliai király uralkodása alatt (1217-1252) a nyelv mindinkább fejlődött és lassanként elfoglalta a latin helyét mint hivatalos nyelv. Spanyol nyelven készülnek a hivatalos okmányok, a törvények; X. Bölcs Alfonz és fia spanyol nyelven írnak vagy íratnak kódexeket és krónikákat. A vallásos költészet legkiválóbb képviselője Gonzalo de Berceo; említést érdemel Segura János Alfonz is, aki Nagy Sándorról irt költeményt. Azonkívül számos más névtelen munka is gazdagítja a 13. század spanyol irodalmát.

### 14. század
A 14. század, noha a polgárháborúk és viszályok kora volt, számos jelentékeny költőnek és prózaírónak adott létet. Nevezetes író volt Juan Manuel, akinek mintegy tizennégy munkája van, melyek közt a legnevezetesebb: El conde Lucanor, másképpen Libro de Patronio v. Exemplos című tanító irányú, allegorikus alakban írt könyve. Olyanféle munka ez, mint Rozsnyai Dávid Horologium Turcicuma. Juan Ruiz, akit többnyire «Hita főpapja» néven neveztek, egy Libro de cantares című költői művet hagyott hátra, amelyben mesék, elbeszélések, szatirikus rajzok vegyest fordulnak elő, mindannyi tanító célzattal. A didaktikus költészet terén elsőrangú helyet foglalt el Sem Tob rabbi, másképp Santo de Carrión, sokáig neki tulajdonították a La Dança general de la Muerte ('haláltánc') című nevezetes erkölcs-bölcseleti költeményt. Érdemes alakja volt az e korszakbeli irodalomnak a költő és krónikás López de Ayala (1332-1407) is, aki történeti munkáiban Titus Liviust iparkodott utánozni. Feltűnő körülmény, hogy e korszakban számos herceg, főúr, főpap foglalkozik irodalommal. 

### 15. század

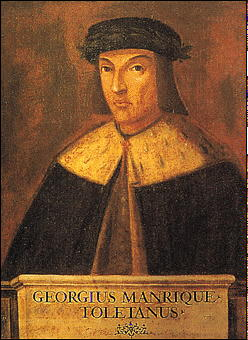
Jorge Manrique költő

A nyelv, a forma is tökéletesedik a 15. században az olasz és provençal költészet utánzása révén. A lovagirodalom is lendületet vesz, mindenütt ébredés, mozgás észlelhető, amely a 16. század irodalmát, a spanyol irodalom aranykorát készíti elő. Ennek az újjáébredésnek egyik legkiválóbb alakja Enrique de Villena márki (1384-1434), aki polihisztorsága és asztrológiával való foglalkozása miatt ördöngös hírében állott, és akinek épp e miatt költői műveit, Vergilius-, Lucanus-, Dante-fordításait egy autodafén elégették. Tanítványa Íñigo López de Mendoza, akit leginkább Santillana márki (1398-1458) név alatt ismertek, főleg mint lírikus tűnt ki; didaktikai munkái közül legjobb a Proverbios (másképp Centiloquio) című közmondásgyűjtemény. Legnevezetesebb a drámához közel álló Comedieta de Ponza c. történelmi költeménye, melyen Dante hatása látszik. Ugyanebben a korban, II. János kasztíliai király uralma alatt és udvarában élt Juan de Mena, aki szintén Dantét utánozta. Sokkal kiválóbb költő volt nálánál Jorge Manrique, akinek verseiben természetes, igazi érzés nyilatkozik. Manrique legjelentékenyebb műve atyja halálára írt Coplas de Jorge Manrique című, körülbelül 500 sorból álló, igazi régi spanyol versmértékben irt megható költeménye. E kor költőihez számítandó még Juan Padilla, akit közönségesen „karthauzi”-nak (el Cartujano) neveztek. Nevezetesebb prózaírók: Pérez de Guzmán, aki Cronica de don Juan II. című nagybecsű krónikájában II. János korát írta meg; Hernando del Pulgar, aki nem annyira krónikájánál, mint inkább hazája nagyjairól írt leveleinél fogva (spanyol Plutarkhosznak nevezték) tűnt ki; Gomez de Ciudad Real (1388-1457), II. János orvosa, akinek Centon Epistolario c. levélgyűjteménye érdekes történelmi anyagot szolgáltat; Alfonso de la Torre, aki Visión deleytable c. didaktikai művében valamennyi tudományszak rövid kivonatát adja. A krónikások nagy seregéből megemlítjük még: Alvar Garciát, Gutierre Díez de Gamest, Diego de Valerat (Crónica abreviada de España), Diego Rodríguez Almelat (Valerio de las historias ó compilación de las batallas campales). Még e században találkozunk a franciából átvett lovagregényekkel és drámai kísérletekkel is. Az első párbeszédes drámai mű, melyben már némi cselekmény is van, egy Coplas de Mingo Revulgo (1472 tájáról) c. szatirikus költemény, mely IV. Henrik romlott udvarának szellemes és maró kritikája. E művet Rodrigo Cota költőnek tulajdonítják, az ő munkája a Dialogo entre el Amor y un viejo c. kis drámai munka is. A 15. század végén keletkezett a  régi spanyol irodalom egyik legfontosabb alkotása, a Celestina, Fernando de Rojas tragikomédiája, mely később a drámairodalom fejlődésére jelentékeny hatást gyakorolt. Az előadásra alkalmasabbak voltak Juan del Encina eklogái és vallásos darabjai, melyek, noha nagyon kezdetlegesek, később mintául szolgáltak Gil Vicente portugál írónak.

## Második korszak (16. század)
A 16. században Spanyolország egységes és hatalmas állammá lett, mely V. Károllyal az európai politikában döntő szerepet vitt. Ebbe a korba esnek a nagy amerikai gyarmatok alapításai is, melyek szintén növelték a nemzeti öntudatot. A politikai nagyság kora egyúttal az irodalom fénykora is: ez a korszak adott létet a két legnagyobb spanyol írónak, Calderónnak  és Lope de Vegának.

### A költészet
A költői ízlés e korban teljesen átalakul. Ez az átalakulás a spanyol irodalomban is az olasz költészet hatása alatt indult meg. Már az előző században is számos spanyol író követte Dantét vagy Petrarcát, de aki a spanyol költészetet teljesen az olasz hatása alá terelte és ezáltal a spanyol poézisban valóságos forradalmat idézett elő, az Juan Boscán volt (1500-1544), aki az úgynevezett olasz iskolát alapította meg. Boscan barátja és tanítványa Garcilaso de la Vega (1503-1536) folytatta a mestere által megkezdett új irányt és harmonikus, könnyed nyelvű elégiákat, eklogákat, szonetteket, canzonékat stb. írt. Boscan és Garcilaso de la Vega nyomdokain számos költő haladt, így Hernando de Acuña és Gutierre de Cetina. Számosan azonban hűek maradtak a régi spanyol formákhoz és tiltakoztak a «petrarkisták» újításai ellen. Legismertebbek az hagyományosok közül Cristóbal de Castillejo és Antonio de Villegas. A régi, népies irány hívei voltak azonkívül: Luis Barahona de Soto, Juan Rufo, Damián de Vegas, Pedro de Padilla, Lopez Maldonado. Discurso sobre la poesía castellana-jában (1575) Gonzalo Argote de Molina, El pastor de Filida-jában (1582) Luis Gálvez de Montalvo és Isidro-jának (1599) prológusában Lope de Vega is a régi spanyol formák mellett tört lándzsát. Mégis az újítók csapata győzött: Diego Hurtado de Mendoza (1503-75), Francisco de Figueroa (1541-1620), Francisco de la Torre (1534), Vicente Espinel (a 16. század végén), mindannyian olasz hatás alatt írt költeményekkel tűntek ki. A legtúlzóbb volt köztük Lomas Cantoral, aki 1578. megjelent verskötetében Spanyolország első igaz költőjének Garcilaso de la Vegát mondta. Ami azonban valóban győzelemre segítette az olaszosító iskolát, annak oka abban rejlett, hogy Spanyolország két legnagyobb lírikusa került ki belőle: Luis de León (1527-1591) és Fernando de Herrera (1534-1597), mindketten szerzetesek. A kor lírája vázlatos képének kiegészítésére meg kell még említenünk Juan de la Cruzt (1542-1591) és Ávilai Szent Terézt (Teresa de Jesús). A többi irodalmi műfaj, noha nem volt oly virágzó mint a líra, szintén jelentékeny munkákat termelt.

### Az eposz
Különösen az eposzban tettek sokan kísérletet, amihez az akkori események bő anyagot szolgáltattak. A legtöbb eposz azonban nem aratott sikert és ma már csak irodalomtörténeti szempontból érdemelnek említést. Legjobbak az epikus költemények közt Jerónimo Sempere Carolea-ja (1560), Luis Zapata de Chaves El Carlo famoso-ja (1565), Diego Jiménez de Ayllón Maltea-ja (1582), Juan Rufo Austríada-ja (1582). Híresebb és költőibb Alonso de Ercilla (1533-1594) La Araucana-ja és Bernardo de Balbuena El Bernardo c. költeménye. A didaktikai költészet nevezetesebb termékei közül megemlítjük Luis de Escobar Laas quatrocientas Respuestas (1545) és Corela Alfonz Lopez Trescientas Questiones naturales, con sus respuestas (1546) c. művét. Számos vallási költemény meríti tárgyát a legendákból, nagyban készülnek a fordítások (így Juan de Jáuregui Lucanus-fordítása), Juan de la Cueva El Ejemplar Poético c. alatt poétikát ad ki, Pablo de Céspedes a festésről ír, stb.

### A dráma

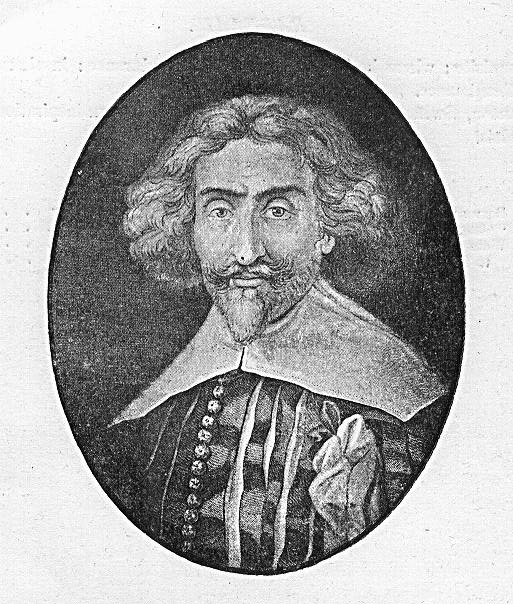
Miguel de Cervantes író

Ugyanakkor, amikor a líra dús virágzásnak indult, a dráma is, hosszas tapogatódzások után, e század végén legmagasabb kifejlését érte el a nagy Lope de Vegával. Bartolomé Torres Naharro hat, élénk párbeszédénél fogva nevezetes comediát írt, amelyeket Rómában a 16. század elején elő is adtak. Torres Naharro nyomdokait Cristóbal de Castillejo és Gil Vicente követték, néhány vígjátékot és autó-t pedig a század első harmadában Valladolid, Valencia és Sevilla színházaiban adtak elő. Jelentékeny haladás azonban csak Lope de Ruedánál (1500-1567) mutatkozik, akit Cervantes a spanyol színészet apjának nevezett. Rueda társulatával bejárta Spanyolország nevezetes városait (Sevilla, Cordóba, Valencia, Segovia stb.) és a nyilvános helyeken a maga darabjait adatta elő. Darabjaiban van élénkség, erő, szellem, és nyelvük is drámaibb. Ruedának számos utánzója akadt, akik közül megemlítjük: Avendanót (1550), Aranda Lajost, akinek La Comedia prodija-ját (1554) Moratin e korszak legjobb vígjátékának tartja; Juan de la Cueva, aki darabjaiban a komikus és tragikus elemet vegyítve alkalmazta, a dráma versformáit változatosakká tette, darabjait öt felvonás helyett négyre osztotta fel és megadta a spanyol vígjátéknak azt a formáját, amelytől aztán alig tért el többé. Míg Cueva Sevillában e reformokon dolgozott, Madridban a később halhatatlan prózaíróvá lett Cervantes írt mintegy harminc-negyven darabot, amelyek közül azonban csak kettő jutott ránk: Numancia és El trato de Argel, melyeket 1782-ben fedeztek föl és 1784-ben nyomtattak ki. Nemsokára aztán a spanyol színműírás terén olyan ember lépett fel, aki húsz éven át kizárólagosan uralkodott a színpadon. Ez az ember a híres, a nagy Lope de Vega, a Fénix de los ingenios (a lángelmék föniksze), vagy mint Cervantes nevezte: a «természet csodája» volt. Vega minden műfajban hihetetlen szorgalommal dolgozott; darabjainak száma mintegy 1800-ra rúg. Az új spanyol drámát ő alapította meg és drámaelméletét Arte nuevo de hacer comedias (1608) c. művében meg is írta. Lope dicsőségének fénye hosszú ideig beragyogta a spanyol színpadot, és valamennyi drámaíró kortársa meghajolt nagy szelleme előtt, így: Sanchez Ramon és Miguel Sánchez Requejo (ez utóbbit el Divino, «isteni»-nek nevezték) a madridi iskolából; Francisco Agustín Tárrega, Gaspar Aguilar, Carlos Boyl, Guillén de Castro, Miguel Beneito a valenciai iskolából. Később a valenciai, sevillai, murciai iskolák Lope hatása előtt egy iskolába: a madridiba olvadtak össze, mely aztán a 17. század első felében nagy befolyással volt a drámairodalomra.

### Prózai műfajok
De nemcsak lírai és drámai, hanem prózai munkákban is gazdag a 16. század spanyol irodalma. A krónikák helyét igazi történelmi munkák foglalják el; a fő munkák: Florián de Ocampo: Cronica general; Pedro Mejía: Historia imperial y cesarea; Gonzalo Fernández de Oviedo: Cronica de la Nueva Espana és Historia de las Indias; Bartolomé de las Casas:Brevisíma relación de la destrucción de las Indias és storia general de las Indias (1492-1520); Agustín de Zárate: Conquista del Peru és Historia del descubrimiento y conquista del Perú (Pizarro megbízásából írta); Jerónimo Zurita: Anales de la Corona de Aragón; Prudencio de Sandoval: Historia de la vida y hechos del emperador Carlos V.; Antonio de Herrera y Tordesillas: Historia general del mundo és Historia general de los hechos de los Castellanos en las islas y tierra firme del mar Oceano; Inca Garcilaso de la Vega: Historia de la Florida.

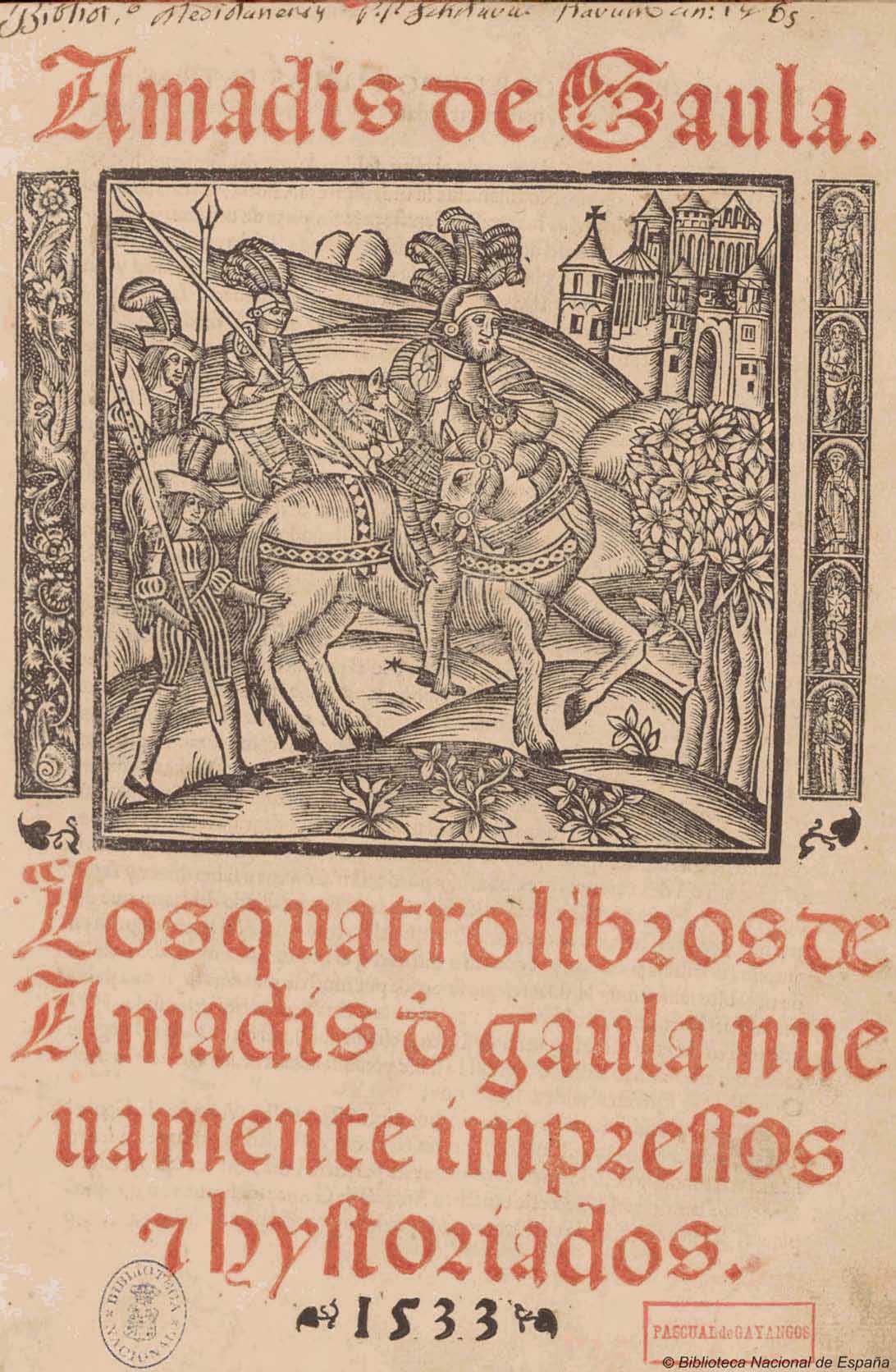
Amadis de Gaula (1533)

A történetírás mellett a regényirodalom is virágzott, különösen pedig a lovagregény. A 16. század első fele csak úgy ontotta a kalandos lovagregényeket, amelyeket széltében mohón olvastak addig, amíg Cervantes Don Quijote-jének maró szatírája halálos csapást nem mért rájuk. Csak az úgynevezett Amadis-regényeknek van némi becsük, a többire a feledés fátyola borult. A lovagregény mellett dúsan virágzott a pásztorregény is, mely nagy sikert aratott Olaszországban, Portugáliában és Franciaország révén a magyar irodalomba is eljutott. E műfaj típusa Jorge de Montemayor Diana-ja volt, melyet Gaspar Gil Polo (Diana enamorada) és Pérez Alfonz folytattak és Antonio de Lofraso Los diez libros de Fortuna de Amor-jában és Montalvo El pastor de Fílida-jában utánzott. A pásztorregényeknél sokkal érdekesebbek és nevezetesebbek voltak az úgynevezett pikáróregények. E műfaj két igen jelentékeny munkát tud fölmutatni. Az egyik, amely óriási sikert aratott nemcsak Spanyolországban, hanem egész Európában is: a korábban Diego Hurtado de Mendozának tulajdonított Lazarillo de Tormes (1544) c. érdekfeszítő regény volt, mely egy a társadalom salakjából való kalandor változatos életének rajzát adja. A másik regény, mely az előbbinek számtalan utánzata közül kiválik: Mateo Alemán Guzmán de Alfarache-ja (1599), mely ennek az alsó társadalmi osztálynak alakjairól hű és jellegzetes képet ad. A tulajdonképpeni novellát, melyet leginkább Antonio de Villegas (1565) és Juan de Timoneda (Patrañuelo, 1570) műveltek csekély sikerrel, szintén a nagy Cervantes alakította át, új, végleges formát adva neki. Cervantes a novellába drámai élénkséget, jellemző leírást, szatirizáló szellemet és finom erkölcsrajzot vitt be, és általános érdekű tipusokon kivül 16. századbeli spanyol nemzeti alakokat is teremtett. Ez a nagy szellem, aki a drámában, a pásztorregényben is kiválót alkotott, aki megteremtette a novellát, írta meg azt a világirodalomban is páratlanul álló halhatatlan szatirájú munkát is, melynek Don Quijote a címe (l. Cervantes és Don Quijotte). A 16. század prózaírói közül meg kell még említenünk Luis de León barátot, aki költeményeken kívül számos vallásos könyvet írt; Antonio de Guevarát, aki prédikációkat, leveleket és egy bölcseleti regényt hagyott hátra; Luis de Granadát (1504-588), aki mint prédikátor és egyházi író egyaránt kitünt; Szent Terézát, akinek levelein misztikus báj ömlik el; Ginés Pérez de Hitát, aki Granada háborúiról írt művével a történelmi regényt alapítja meg és Antonio Pérezt, II. Fülöp spanyol király miniszterét, aki becses emlékiratokat hagyott hátra.

## Harmadik korszak (17. század)
A spanyol nemzet, melynek a 16. században hatalom és dicsőség volt osztályrésze, a 17. század első felében is jelentékeny politikai szerepet vitt, és az irodalomnak erre a korszakára szintén a régi dicsőség sugarai vetették fényüket. A nemzeti nagyság és ezzel kapcsolatban az irodalom hanyatlásának szembetünőbb jelei csak a század vége felé kezdtek mutatkozni. Mindenekelőtt a drámairodalom volt virágzása tetőpontján: Lope de Vega kápráztató képzelőtehetségét és stíl

### A dráma
usának báját a színdarabok százában ragyogtatta, mellette pedig kisebb-nagyobb tehetségü tanítványai gazdagították a drámairodalmat, igy Luis Vélez de Guevara (1576-1644); Juan Pérez de Montalbán (1602-38), akit Lope de Vega lángesze örökösének neveztek; Antonio Mira de Amescua (1602-1635); Antonio Hurtado de Mendoza (1586-1543); Tirso de Molina; José de Valdivielso, Luis Belmonte Bermúdez, Cordero Jácint(?), Andrés Gil Enríquez (1636-1673), Diego Jiménez de Enciso, Jerónimo de Villaizán, Felipe Godínez, Herrera Rodrigo stb. Ez irók vígjátékai, autói, vallásos drámái páratlanul gazdaggá tették a spanyol drámairodalmat, melyből aztán a többi nemzet írói és főként a franciák (Alexandre Hardy, Pierre Corneille, Paul Scarron , Georges de Scudéry, stb.) nagyon sokat merítettek. 
Lope de Vega iskolájával szemben egy másik iskola is keletkezett, mely az antik minták szerint akarta a spanyol drámát alakítani. Ez iskola hivei voltak: Alonso Jerónimo de Salas Barbadillo (1581–1635), Alonso de Castillo Solórzano, Cristóbal de Mesa, az Argensola testvérek (Bartolomé és Lupercio Leonardo de Argensola), López Alfonz (?), Andrés Rey de Artieda, Villegas, akiknek azonban az új iskola ellen intézett támadásai hatástalanok maradtak. Annál inkább voltak hatástalanok, mert ekkor kezdett működni a spanyol drámairodalom egy másik halhatatlan alakja: Calderon de la Barca, aki a dráma formáját még tökéletesebbé tette, és akit sokan Lope de Vegának is fölébe helyeznek. Calderon mellett a 17. század közepe táján még más nagy drámaírókkal találkozunk; a legnevezetesebb köztük Agustín Moreto (1618-1669), aki történelmi és szent tárgyú drámákat, jellemvígjátékokat stb. írt; legjobb jellemvígjátéka az El desdén, con el desdén (magyarra fordította Győry Vilmos Közönyt közönnyel cím alatt), melyet Molière La princesse d'Élide-jében utánzott; említendők azonkívül a tragédiában és vígjátékban egyaránt kitünő Francisco de Rojas Zorrilla (1607-60?), akitől Corneille, Scarron és más francia irók sokat kölcsönöztek; Álvaro Cubillo de Aragón, Fernando de Zárate y Castronovo (ismertebb neve: Antonio Enríquez Gómez, 1600–1663), Juan Bautista Diamante, Juan de Matos Fragoso, Antonio de Solís y Rivadeneyra történetíró, Francisco Bances Candamo (1662-1704) és José de Cañizares (1676-1750). A 17. század második fele után azonban a dráma hanyatlani kezd, prózaivá laposul és a legtöbb író a Lope de Vega és Calderon felhasználta tárgyakat dolgozza föl; nemsokára aztán a francia hatás nyomaival találkozhatni a darabokban, melyek mindinkább veszítenek nemzeti jellegükből.

### A költészet
A lírai költészeten már a 16. század vége óta mutatkoznak a hanyatlás jelei: a cikornya, a dagály, a túlságos finomkodás. Az első, akinek írásaiban ez iskola minden hibája feltalálható: Alonso de Ledesma (1552-1623). Conceptos (a spanyol conceptos megfelelt az olasz concettinek) spiritualesei a lehető legdagályosabbak; de azért az új iskolának, az estilo culto vagyis a művelt stíl iskolájának a feje nem ő, hanem Luis de Góngora y Argote lett. Ő volt az, aki után a cikornyás, dagályos és homályos hasonlatokkal telt írásmódot gongorizmusnak nevezték el. Nyomában egész csapata támadt az íróknak, akik ezt az írásmódot a költői művekbe, a drámába, sőt a prózába is belevitték. Ilyenek voltak a tragikus halállal kimúlt Villamediana gróf (Juan de Tassis y Peralta), aki mintegy 200-300 szonettet írt; Hortensio Félix Paravicino (1580–1633), aki a kultizmust a szószéken is meghonosította; Ambrosio Roca de la Serna, aki La luz del alma címmel költeménykötetet hagyott hátra; Antonio López de Vega, aki El perfecto Senor c. művében és költeményeiben még Góngoránál is túlzóbbnak mutatkozik; továbbá Anastasio Pantaleón de Ribera, a portugál apáca Violante do Céu (Violante del Cielo) és a portugál Melo Ferenc Emánuel; Juan de Moncayo (1615–1656), Francisco de la Torre y Sevil, Vergara Salcedo (1663), Rozas (?, 1662), Luis de Ulloa (1674), Agustín de Salazar (1677). A gongorizmus műveit ma már csak irodalomtörténetírók forgatják; korukban is csak azért arattak sikert, mert az udvar, a nemesség is pártjukat fogta. 
Mindazonáltal a jobb ízlésű írók megtudták őrizni írásaikat káros befolyásától, így a már említett Argensola-testvérek, akiket Spanyolország Horatiusainak neveztek; Juan de Jáuregui, Francisco de Medrano (1617), Juan de Arguijo, Esteban Manuel de Villegas (1589-1669), Francisco de Rioja (1583-1659), akinek néhány gyönyörű szonettje maradt reánk (leghíresebb a Canción a las ruinas de Italica című); Esquilanche herceg (Francisco de Borja y Aragón, 1581-1658); Bernardino de Rebolledo (1597-1676). Számos hatalmas író, így Cervantes, Lope de Vega és főként Quevedo erősen támadták ezt az ízléstelen iskolát, de hibáiba olykor maguk is beleestek. Ugyanazok a költők, akiket mint a dráma és líra művelőit említettünk, a szatirikus, az elégiai, tanító, leíró és pásztori költészetet is művelték. Aki azonban legjobban egyesíti magában a 17. század irodalmát, az Francisco de Quevedo (1580-1645), egy személyben tudós, udvaronc, költő, röpiratíró, aki a költészet komoly és víg fajaiban több-kevesebb sikerrel megpróbálkozott. Legjobbak szatírikus letrillái.

### Prózai műfajok
A 17. század prózai irodalma még szegényebb mint a költői irodalom. A legérdemesebb és igazán nagy alak a már említett Quevedo; az érdemesebb történetírók között említhető Bartolomé Leonardo de Argensola, Carlos Coloma, Antonio de Solís y Rivadeneyra, aki a legkiválóbb e korbeli hisztorikus pikareszk novella- és az elbeszélő irodalom valamivel gazdagabb e korban. Juan Martí folytatja Mateo Alemán Guzman de Alfarachéját, Francisco López de Úbeda kiadja La Picara Justina (1605) című regényét, mely ugyancsak a Guzman de Alfarache gyarló utánzata; Vicente Espinel megírja (1618) El Escudero Marcos de Obregón című máig is olvasott regényét, melyből Alain René Lesage azután a Gil Blast merítette; Jerónimo de Alcalá (Jerónimo de Alcalá Yáñez y Ribera) megirja (1624) Alonso, mozo de muchos amos (Alfonz, sok úr szolgája) című híres regényét; Alonso de Castillo Solórzano, aki híresebb volt mint novella- és színműíró, három pikareszk regényt ad ki, melyek közül a La Garduña de Sevilla ó anzuelo de las bolsas (A sevillai nyest vagy az erszényfogó horog, 1634) című volt a legkedveltebb. Nagyon kapós volt még a La vida y hechos de Estabanillo Gonzalez, hombre de buen humor (Gonzaleznek, egy jókedvű embernek élete és tettei, 1640) című regény, melyet Lesage szintén felhasznált.
Egyéb elbeszélők: Gaspar Lucas Hidalgo, Cristóbal Suárez de Figueroa, Alonso Jerónimo de Salas Barbadillo, Antonio de Eslava, Diego de Ágreda y Vargas, Antonio Liñán y Verdugo, Ambrosio de Salazar, Francisco de Lugo y Dávila, José Camerino, Tirso de Molina és utánzója, Juan Pérez de Montalbán, Mariana de Carvajal y Saavedra és María de Zayas, Andrés del Castillo, Cristóbal Lozano, Alonso de Alcalá y Herrera, Francisco Jacinto Funes de Villalpando (?), Andrés de Prado, Isidro de Robles, Garcia Márk (?), Salvador Jacinto Polo de Medina, Francisco Santos, stb. A prózában is a kultizmus dagálya uralkodott és a 17. század vége felé mindenütt hanyatlás volt észlelhető. Spanyolország gazdasági és politikai süllyedését irodalma is megérezte. A hanyatlás az utolsó Habsburg-házi királlyal, II. Károllyal érte el legnagyobb mértékét, aki után a francia Bourbonok jutnak a spanyol trónra.

## Negyedik korszak (18. század)
A 18. század spanyol irodalmára a francia irodalom volt döntő hatással. Ez a hatás azonban nem egykönnyen érvényesült, mert sok időbe telt, míg a gongorizmus túlhajtásaiból a spanyol szellem ébredezni kezdett. A francia irodalom hatása sokkal inkább volt hasznos mint káros a spanyol irodalomra, mely a süllyedés e korában alig tud egy-két nevezetesebb írót felmutatni. A drámaírók közül ketten válnak ki: Antonio de Zamora (1660-1727) No hay plazo que no se cumpla, ni deuda que no se pague c., Don Juan történetét feldolgozó darabjával és José de Cañizares (1676-1750). A többi drámaíró: Juan Vega y Villaroel, Ines de la Cruz, Antonio Téllez de Acevedo, Francisco Botello de Moraes y Vasconcelos és Eugenio Gerardo Lobo éppen csak hogy említést érdemel. A prózában két tehetségesebb író válik ki: Vicente Bacallar (San Felipe márki, 1669-1726), aki érdekes emlékiratokat hagyott hátra, és a szorgalmas, tudós Benedek-rendi Benito Jerónimo Feijoo (1676-1764).
Csakhamar kezd nyilvánulni a francia irodalom hatása. 1714-ben V. Fülöp spanyol király francia mintára megalapítja az Academia Española-t (Spanyol Királyi Akadémia), mely 1726-1739 között Diccionario de las autoridades címen becses szótárt, majd nyelvtant adott ki. 1738-ban megalakul a Real Academia de la Historia, mely nagyban előmozdította a történelmi kutatást. A magasabb társadalmi osztályok képviselői és az írók a francia nyelvet tanulják, számos fordítás készül a francia remekművekből, és lassanként egész forradalom bontakozik ki a francia irodalom hatása alatt. 
Ezt az átalakulást legjobban Ignacio de Luzán (1702-1754) párizsi követségi titkár képviseli, aki Boileau és Le Bossu munkái után kiadott Poética-jában (1737) a spanyol költészetet a többi művelt nemzetnél elfogadott szabályoknak akarja alávetni. Poética-ját kedvezően fogadták és szabályait követni kezdték. Ugyanezen irány mellett tört lándzsát Luis José de Velázquez de Velasco (1722-1772) Origenes de la poesía castellana-jában, továbbá Gregorio Mayans Rhetórica-jában (1757) és Nazarre Cervantes-kiadásához írt bevezetésében (1749). Kedvezett az irodalmi mozgalomnak III. Károly spanyol király (1739), aki pártját fogta minden liberális reformnak, és csakugyan több kiváló író is feltűnt: José Francisco de Isla (1703-1781), aki Historia del famoso predicador Fray Gerundio (1758) c. művében a korabeli prédikátorok cikornyás szónoklatait tette maró gúny tárgyává; Agustín de Montiano y Luyando (1697-1764), aki a francia klasszikus tragédiát igyekezett meghonosítani Spanyolországban; Nicolás Fernández de Moratín (1737-1780), aki Montaino kisérletét sikerrel folytatta és számos epikai, tanító és lírai költeményt írt; José Cadalso (1741-1782), aki Cartas Marruecas-aiban Montesquieu Perzsa levelek-ét utánozta és Eruditos á la violeta címü művében a felületes tudósokat gúnyolta ki; Tomás de Iriarte (1750-1791), aki Aesopus és Lafontaine meséit utánozta; Félix María Samaniego (1745-1801), aki ugyancsak a mesét művelte; León de Arroyal, aki epigrammagyűjteményt (1784) adott; Pedro Montengón, aki El Eusebio c. alatt egy Télémaque-utánzatot (François Fénelon) írt; Francisco Gregorio de Salas, aki 1790 körül könnyed, vidám költeményeket bocsátott közre, Gaspar María de Nava (Noroña grófja, megh. 1815), aki hőskölteményeket írt és arabból, perzsából, törökből fordított.
Ezek az írók a francia iskolához tartoztak. Velük szemben alakult egy másik iskola is, mely az idegen hatás ellen küzdött és a régi kasztíliai költészet eredetiségét és erejét a klasszikus irodalmi szabályossággal és jó ízléssel akarta összeegyeztetni. Az iskola feje Juan Meléndez Valdés (1754-1817) volt, akit a spanyol parnasszus helyreállítójának neveztek, és aki néhány nagyon szép ódát írt; ide tartozik még Diego Tadeo González (1733-1794) is, akinek különösen tréfás költeményei nagyon tetszettek; Juan Pablo Forner (1756-1797), José Iglesias de la Casa (1748-1791), aki szatirikus költeményeiben Quevedót utánozta; Nicasio Álvarez de Cienfuegos (1764-1809), akinek szép dalai, ódái, elegiái, tragédiái nagy hatást gyakoroltak a közönségre; Juan Escóiquiz, aki egy Mexico conquistada (1798) című hosszú hőskölteményt szerzett; Manuel José Quintana (1772-1857), akit spanyol Türtaiosznak neveztek. A 18. század végét különösen két író uralja: Josefa de Jovellanos és az ifjabb Moratín. Jovellanos (1745-1807) mint politikus, kritikus, tudós és költő egyként kitünt; Leandro Fernández de Moratín (1760-1828) a színműírást reformálta, Molière-t fordította és győzelemre segítette a modern vígjátékot azokkal a másodrangú műfajokkal szemben, amelyeket ugyanakkor a szellemes és termékeny Ramón de la Cruz (1731-1799) akart ismét életre kelteni.

## Ötödik korszak (19. század)
A 19. századi spanyol irodalom ugyanolyan hullámzásokon ment keresztül, mint a politikai és társadalmi mozgalmak. A napóleoni seregek Spanyolországba betörése volt az ébresztő, mely a francia uralom lerázására az első jelt megadta és a nemzeti érzést feltámasztotta. Ennek a felbuzduló, lelkesedő hazafias érzésnek itt is, mint másutt és nálunk is, először a költők: a már említett Manuel José Quintana, Juan Nicasio Gallego (1777-1853) és Francisco Martínez de la Rosa (1787-1862) adtak kifejezést. A 18. század francia filozófusainak eszméi, melyek Európa-szerte diadalmasan terjedtek, a régi spanyol tradiciók talaját is meg-megrázták, de az abszolutisztikus hatalom ismételt helyreállása még sokszor zavarta meg a haladás erőit. A szigorú cenzura ellenére Manuel Bretón de los Herreros (1796-1873)  a jellemkomikumra épülő vígjátékaival a modern színműírást igyekszik meghonosítani, ám többnyire ő is, mint Antonio Gil y Zárate (1793-1861), tehetségét Jean Racine és Germain Delavigne tragédiáinak átültetésére kénytelen felhasználni.
Az 1830. évi forradalom meghozza a szabad visszatérhetést a száműzötteknek, akik hazájukban az új eszmék terjesztőivé lesznek. VII. Ferdinánd halála (1833) ennek a mozgalomnak még jobban kedvez, de a beálló és hat évig tartó polgárháború (1833–1839) ismét zavarba és ingadozásba taszítja a szellemeket. Csakhamar azonban kezdetét veszi az irodalmi újjászületés. A romantika eljut Spanyolországba és kedvező fogadtatásra talál, noha épp úgy, mint nálunk is, némi módosuláson megy át. A tehetségek gazdag sora áll elő, akik minden műfajban kitűnnek, és akikhez az arisztokrácia sorából is számosan csatlakoznak. 

### A dráma
Ángel de Saavedra (Rivas herceg, 1791-1865), aki klasszikus tragédiáiról és vígjátékáról már ismert volt, az epika mezejére lép és Don Alvarójával (1835) az első kitűnő romantikus drámát adja. Francisco Martínez de la Rosa kiadja legjobb művét, La Conjuración de Venecia című prózában írt dámáját; Antonio Gil y Zárate, aki szintén a romantika hívéül szegődik, ugyancsak nagy sikert arat drámáival. Manuel Bretón de los Herreros, a kiváló szatirikus és komikai költő Marcela (1831) c. vígjátékával először viszi a romantikát spanyol színpadra; Juan Eugenio Hartzenbusch (1806-1880) Los Amantes de Teruel (Terueli szerelmesek, 1836) c. drámájával óriási sikert ér el és egyike lesz a legkiválóbb drámaíróknak. Ventura de la Vega (1807-1865) három eredeti drámája révén jut kiváló drámaíró hírébe. Az egyik: Don Fernando el de Antequera, történelmi dráma; a másik: La muerte de César, tragédia; a harmadik: El hombre del mundo, társadalmi vígjáték. Sok tekintetben a legkiválóbb modern spanyol drámaírók egyike, Antonio García Gutiérrez (1813-1884) óriási sikert arat El Trovador (1826) c. lovagdrámájával. Tomás Rodríguez Rubí (1817-1890), aki kitűnően ismerte a színpadot, Bretón de los Herreros után talán a legkiválóbb vígjátékíró. 

### A költészet
A legragyogóbb spanyol költők egyike, José de Espronceda (1808-1842) élete delén halt meg. Serafín Estébanez Calderón (1799-1867) és Ramón de Mesonero Romanos kitűnő erkölcstanulmányokat ír. Mariano José de Larra (1809-1837), a kiváló röpiratíró és szellemes, szatirikus költő öngyilkos lesz. Egy fél évszázadon át a spanyolok egyik legnagyobb költője José Zorrilla (1817-1893). Színes, erőtől duzzadó nyelven írt költeményeiben nemzete dicső múltjának emlékeit újította fel. Drámáival (főleg a Don Juan Tenorióval) is sikert aratott. Ramón de Campoamor (1817-1901) új műfajt honosított meg a költészetben: a dolorát (panasz; kisebb, bölcselkedő lírai vers). Egyéb költeményeiben is a pesszimisztikus bölcselkedő elem a túlnyomó. Ventura Ruiz Aguilera (1820-1881) költészete kora szellemét tükrözi; kortársai spanyol Béranger-nek és Victor Hugónak tartották; José Selgas (1822-1882) finom érzésű lírikus.

### A próza
A regényirás, melyre Patricio de la Escosura (1807-1878) és mások tettek kísérletet, és amely mindaddig híján volt az eredetiségnek, Cecilia Böhl de Faber, írói nevén: Fernán Caballero (1796-1877) személyében termékeny művelőre talál. Novelláit, regényeit tetszéssel fogadták, ő tekinthető a spanyol társadalmi regény megteremtőjének. 
A történelem, a kritika, a tudományos irodalom terén sok kiváló íróval találkozunk. Első helyen áll Modesto Lafuente (1806-1866), aki 28 kötetben hazája történetét írta meg (Historia general de Espana).  A történetírást művelte többek között Evaristo Fernández de San Miguel, Antonio Pirala, Pedro José Pidal (Pidal márki), Pascual de Gayangos y Arce, Antonio Ferrer del Río, Miguel Lafuente Alcántara és mások. Itt kell megemlíteni Manuel Rivadeneyra nyomdász, kiadó (1805-1872) hatalmas kiadványát (Biblioteca de autores espanoles, Spanyol Szerzők Könyvtára), mely szándéka szerint az összes korábbi spanyol irodalmi emléket magába foglalja, és amelyből 1846 és 1880 között 70 kötet jelent meg. A filozófia is akadt művelőkre. Jaime Balmes abbé mély katolikus bölcselő. Számos híve volt a német Karl Christian Friedrich Krause panteisztikus filozófiájának, melynek iskoláját Spanyolországban Julián Sanz del Río (1814-1869) alapította meg. Más filozófiai tanok és spiritualista iskolák is találtak követőkre a spanyol írók között. A skót iskola követői leginkább a katalóniai filozófusok sorából kerülnek ki: Buenaventura Carlos Aribau, Manuel Milá y Fontanals. A skolasztikus iskola feje Gonzalez Zefirin (Ceferino González y Díaz Tuñón) volt. A pozitivista tanok is kezdtek tért hódítani az országban.
Minden téren mozgás és haladás észlelhető. A költészet és színművészet is mind jobban alkalmazkodik a társadalmi szükségletekhez. Ramón de Campoamor még dicsősége fényében ragyog, mikor mellette új tehetség: Gustavo Adolfo Bécquer (1836-70) tűnik fel, aki azonban meghal, mielőtt tehetségét kifejleszthetné. Gaspar Núñez de Arce (1832-1903) ihletett mély lírikus, aki költeményében és tragédiáiban kora képét ábrázolja. 
Jelesebb költők még: Antonio de Trueba, Antonio Cánovas del Castillo, Pedro Antonio de Alarcón, Juan Valera, Marcelino Menéndez Pelayo, Melchor de Palau, akinek dalait a nép átvette, stb. Adelardo López de Ayala (1828-1879), a kiváló szonettíró és drámaíró az igazi jellemvígjátékot éleszti fel. Manuel Tamayo y Baus (1829-1898) már a romantika hanyatlása után tette ismertté nevét Virginia c. klasszikus tragédiájával és történelmi drámáival; Un drama nuevo-jával (Új dráma, magyarra ford. Huszár Vilmos) új mezőre lép, meghonosítván Spanyolországban a realista és lélektani drámát. Narciso Serra (1830-1877) két új drámai formát alapít meg: a pasillo-t (rövid, leginkább víg darab) és a drámai balladát. Vele a vígjáték szinte teljesen eltűnik. Majd egy hatalmas tehetség éleszti fel a romantikus drámát: José Echegaray (1832-1916), irodalmi Nobel-díjas (1904). Tehetséggel és gazdag képzelőerővel megalkotott darabjai világszerte nagy sikert aratnak. Néhány drámája a mi színházainkban is sokáig műsoron volt. A drámaírók között kiemelkedikk még: Enrique Gaspar y Rimbau, aki a francia realista drámát utánozza; Francisco Sánchez de Castro, aki Thendis (1878) c. tragédiájával nagy sikert arat és lélektani drámáival Eugenio Sellés. 
Az olvasó közönség növekedésével az elbeszélés és a regény műfaja is fejlődik. A kiemelkedő tehetségű Manuel Fernández y González elbeszéléseiben Dumas-t utánozza. Antonio de Trueba többnyire a falusi élet köréből veszi témáit; Enrique Pérez Escrich (1829-1897) szellemes tárcaíró, legtöbb művében a hatást hajhássza. Az egyik legeredetibb tehetség Pedro Antonio de Alarcón (1833-1891), az El sombrero de tres picos, magyarul: A háromszögletű kalap szerzője; néhány művét Haraszti Gyula és Huszár Vilmos fordította magyarra. Kiváló helyet foglal el a regényírók sorában Juan Valera is (1824-1905), az idealisták feje, és különösen Benito Pérez Galdós (1843-1920), akinek a modern spanyol társadalomból merítő moralizáló regényei mellett kiemelkedő műve az Episodios Nacionales című történelmi regényfolyama. További jelentős írók: Armando Palacio Valdés, José María de Pereda, Emilia Pardo Bazán és Jacinto Octavio Picón; José Castro y Serrano főleg humoros vázlataival arat sikert. Severo Catalina (1832-1871) filológus, filozófus és művészettudományi író is, aki a nőről szóló értekezésével hívja fel magára a közönség figyelmét. 
Az irodalomkritika is jelentékeny haladást mutat. José Amador de los Ríos (1818-1878), a kitűnő tudós, művészet- és irodalomtörténész megírta többek között a spanyol irodalomkritika történetét (Historia critica de la literatura española, 1861–1865, 7 kötet, befejezetlen). Mellette számos nevezetes kritikus, esztéta, művészettörténeti és történetíró említhető, köztük a kiváló szónok Emilio Castelar (1832-1899), aki politikus, regényíró, esztéta és tudós egy személyben; valamint a szintén politikus-kormányfő Antonio Cánovas del Castillo (1828-1897) és Francisco Pi y Margall (1824-1901) író, történész, filozófus.

## 20. század

### A századfordulótól 1939-ig
19-20. század fordulóján francia minták hatására a realizmus fokozatosan átfordul a naturalizmusba. Az új nemzedék írói többnyire nyugtalan keresők, a politikában utópiák és kiábrándulások között ingadoznak.
A spanyol naturalizmus kiemelkedő szerzője Benito Pérez Galdós (1843—1920); rendkívül termékeny író, drámaíró, 77 kötetet hagyott hátra. „Balzac és Dickens regényíróművészetének spanyol megfelelője mind életművének terjedelme, mind a feldolgozott témák széles skálája és a művészi kidolgozottság tekintetében.” Ugyancsak népszerű és nem kevésbbé termékeny Vicente Blasco Ibáñez (1867—1928), a „spanyol Zola". Az erotikus lázadás képviselője a spanyol irodalomban Felipe Trigo (1864—1916); a hangulatok mestere Ramón del Valle-Inclán (1866—1936), akinek híres műve a négy Sonatá-ból (lírai novellából) álló Memorias de Marqués de Bradomin (1902–1905). Ekkor indul regényírói pályáján Pio Baroja (1872—1956), az ún. 98-as nemzedék tagja.
A vereséggel végződött spanyol–amerikai háború (1898) következtében Spanyolország elveszti megmaradt gyarmatainak nagy részét és vele a régi dicsőség és nagyság illúzióját. A kudarc hatása alatt formálódik az ún. 98-as nemzedék, melynek legjelentősebb tagja Miguel de Unamuno (1864–1936).  Ő is sok regényt és színdarabot ír, de igazi területe a hosszú tanulmány. A nemzedék kiemelkedő képviselője Azorín író, esszéista (igazi neve José Martínez Ruiz, 1873—1967), Antonio Machado (1875—1939) költő és a Nobel-díjas (1922) Jacinto Benavente (1866—1954) drámaíró is.
A kor egyik jellemző műfaja az esszé. A 98-as nemzedék is erre mutatott példát, és az 1920-as évek nagy társadalmi változásai is ennek kedveztek. Az írók az ábrázolás és a lírai önkifejezés mellett a helyzet tisztázására törekedtek. A legismertebb spanyol esszéista José Ortega y Gasset (1883-1955), a kor egyik vezető gondolkodója és a próza jelentős mestere. Ő már az ún. 27-es nemzedékhez tartozik. Esszéi jól eltalálják a középutat az értelem és az érzelem, filozófia és líra között (La rebelión de las masas, magyarul: A tömegek lázadása, 1930). A regényírók közül az 1920-as évek stílusát legjobban Ramón Pérez de Ayala (1880-1962) képviseli (Belarmino у Apolonio c. regénye, 1919).
Luis de Góngora halálának 300. évfordulóján (1927) indult el az a művészeti, irodalmi mozgalom, melyet ezért 27-es nemzedéknek neveztek el. A régi spanyol líra és a népi hagyományok ápolása mellett a csoport tagjai az európai avantgárd, az „izmusok” eredményeit igyekeztek beemelni a spanyol irodalomba és művészetbe. A nemzedékhez tartozik többek között Rafael Alberti (1902-1999) és a Nobel-díjas (1977) Vicente Aleixandre költő (1898-1984); Federico García Lorca, akinek lírája a népköltészetből és a szürrealizmusból egyaránt merít, drámái a spanyol klasszikus színház hagyományait elevenítik fel; Jorge Guillén (1893-1984), „García Lorca mellett a 20. századi európai spanyol nyelvű költészet egyik legnagyobb alakja”, valamint Ramón Gómez de la Serna író, biográfus, esszéista (1888-1963); Pedro Salinas lírikus, műfordító (1891-1951); Dámaso Alonso (1899-1990) költő, filológus; Alejandro Casona drámaíró (1903—1965); Miguel Hernández (1910-1942) antifasiszta költő, drámaíró, aki fiatalon a Franco-rezsim börtönében halt meg. Ekkor kezdődik az évszázadot túlélő Francisco Ayala (1906–2009) regényíró, esszéista, szociológus pályája is.

### 1939 után
Már a polgárháború kitörésekor (1936) elhagyta az országot Juan Ramón Jiménez (1881–1958), az ún. tiszta költészet (poesía pura) jegyében alkotó, 1956-ban Nobel-díjban részesült költő. A köztársasági erők veresége (1939) után emigrál Rafael Alberti, és példáját sokan követik. A szigorú cenzúra számos kortárs szerző művét sújtja. Az uralkodó falangista mozgalom kialakítja sajátos kultúrpolitikáját, létrehozzák pl. a mozgalom megalapítójáról elnevezett José Antonio Primo de Rivera Nemzeti Irodalmi Díjat. Jelentős sikert arat Rafael García Serrano (1917-1988) La fiel infantería (A hűséges gyalogság) című regénye, mely a falangista harcosok küzdelmét énekli meg.
A Franco-rendszer súlyosan korlátozó intézkedéseire adott válaszként jön létre a tremendizmusnak nevezett irodalmi irányzat, (a tremendo szó kb. jelentése 'rémület, borzalom'). Indulását a később, az 1989-ben Nobel-díjjal kitüntetett Camilo José Cela (1916–2002) La familia de Pascual Duarte (Pascual Duarte családja) című regényének 1942-es megjelenéséhez kötik. Az irányzat másik jeles képviselője Carmen Laforet (1921–2004), a Nadal-díjjal jutalmazott A semmi című regény (1944) szerzője. Ugyanebben az évben jelent meg Dámaso Alonso Hijos de la ira (A harag gyermekei, 1944) című verseskötete, mely „a polgárháború iszonyata utáni bénultságból rázta föl Spanyolországot.”
Spanyolország a második világháborúban formálisan semleges maradt, bár csapatai a németek oldalán harcoltak a Szovjetunióban. A háború utáni években a Franco-diktatúra fokozatosan enged szorításából. Az ekkortájt jelentkező új nemzedék nevezetes képviselője, mások mellett:
- Antonio Buero Vallejo drámaíró (1916—2000), híres drámája: Historia de una escalera (Egy lépcsőház története, 1949)
- Antonio Buero Vallejo drámaíró (1916—2000), híres drámája: Historia de una escalera (Egy lépcsőház története, 1949)
- Alfonso Sastre drámaíró (szül. 1926), első korszakának híres darabja a La mordaza (A szájkosár, 1954)
- Jorge Semprún (1923-2011), aki első, bár franciául írt regényével, Le grand voyage, (A nagy utazás, 1963) lett híressé
- Luis Martín-Santos (1924—1964), kiemelkedő regény a Tiempo de silencio (A csend ideje, 1962)
- Ana María Matute (1925–2014) Nadal-díjas (1959) és Cervantes-díjas (2010) írónő
- Juan Goytisolo (1931–2017) és testvére, Luis Goytisolo (szül. 1935), a négykötetes Antagonía c. regény írója (1973–1981)
- Miguel Delibes (1920−2010), a század második felének egyik leghíresebb írója; már első regényével elnyerte a Nadal-díjat (La sombra del ciprés es alargada, A ciprus árnya nyúlánk, 1947).[8]
- Juan Marsé (1933–2020) regény- és forgatókönyvíró
- Rafael Sánchez Ferlosio (szül. 1927)

Franco tábornok halálával (1975) és új államforma, az alkotmányos monarchia bevezetésével az irodalomban is új korszak kezdődik. Véletlen egybeesés, hogy épp 1975-ben jelenik meg Eduardo Mendoza (szül. 1943) nagy hatású műve, La verdad sobre el caso Savolta (Az igazság a Savolta-ügyben, 1975), melyet a demokratikus átmenet regényeként értékelnek. Az emigrációból hazatér több író és újak is feltűnnek. 
Az 1980-as évek új prózaírói között említhető  Manuel Vázquez Montalbán (1939–2003), Javier Marías (szül. 1951), Luis Mateo Díez (szül. 1942), Juan José Millás (szül. 1946), Antonio Muñoz Molina (szül. 1956); a modern dráma megújító között Fernando Arrabal (szül. 1932).

## A spanyol irodalom néhány korábbi magyar műfordítója
A spanyol irodalmi művek régebbi magyar fordítói közül az első helyet Győry Vilmos foglalja el, aki Cervantes Don Quijote-ját, Calderon és Moreto néhány színdarabját fordította le. Szintén a régiek közül említendők még Greguss Gyula, aki Győryvel együtt Calderon Állhatatos fejedelmét fordította; Lukács Móric, aki Cervantes novelláiból fordított; Beksics Gusztáv, aki a Cid-románcokat, Moreto némely színdarabját, Castelar egyik regényét ültette át; Thaly Kálmán spanyol románcokat, Szathmáry György Castelar műveiből fordított. Később Haraszti Gyula ültetett át Alarcón regényeiből néhányat, Echegaray drámáiból pedig Patthy Károly fordított. Jelentős munkásságot fejtett ki e téren Szalai Emil is. Huszár Vilmos számos kisebb elbeszélésen kivül Alarcóntól és Castelartól, Echegaray-tól fordított nagyobb munkákat. A spanyol költészetet Kőrösi Albin mutatta be antológiájában, és ugyanő írt összefoglaló munkát A spanyol irodalom története címen (Budapest, 1930). A 20. század második felétől az írók és költők újabb nemzedékeivel bővült a spanyolból fordítók köre.

## Magyar nyelvű spanyol irodalomtörténetek
- Kőrösi Albinː A spanyol irodalom története, Szent István Társulat, Budapest, 1930, 452 p
- C. Alvar – J. Mainer – R. Navarroː A spanyol irodalom rövid története, Universitas, 2003, ISBN 9789631921991, 520 p